# Premna tomentosa
Premna tomentosa là một loài thực vật có hoa trong họ Hoa môi. Loài này được Willd. miêu tả khoa học đầu tiên năm 1800.

## Hình ảnh

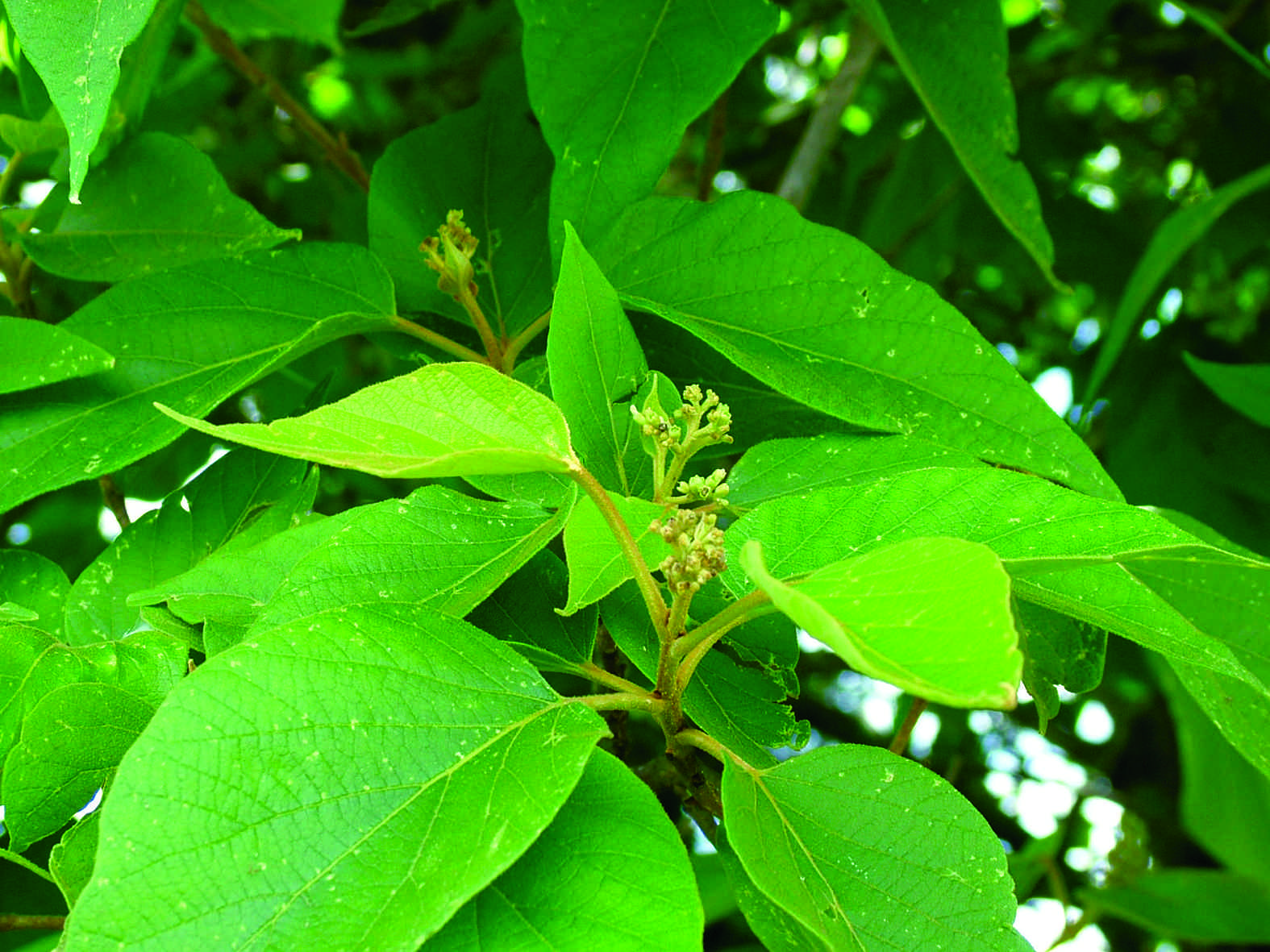